# درخت نورا (گیاه)
جاکاراندا میمسیفولیا (نام علمی: Jacaranda mimosifolia) نام یک گونه از سرده جاکاراندا است.

## نگارخانه

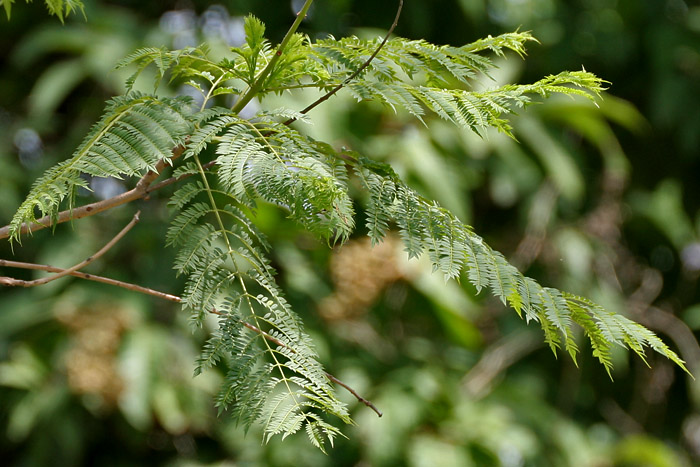
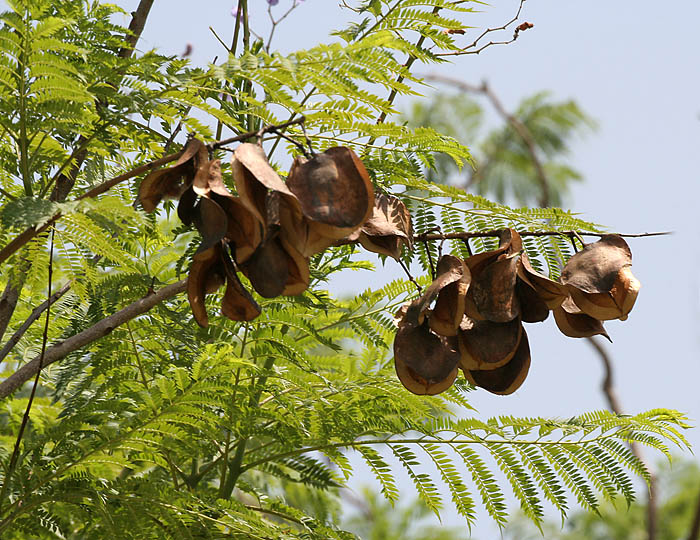
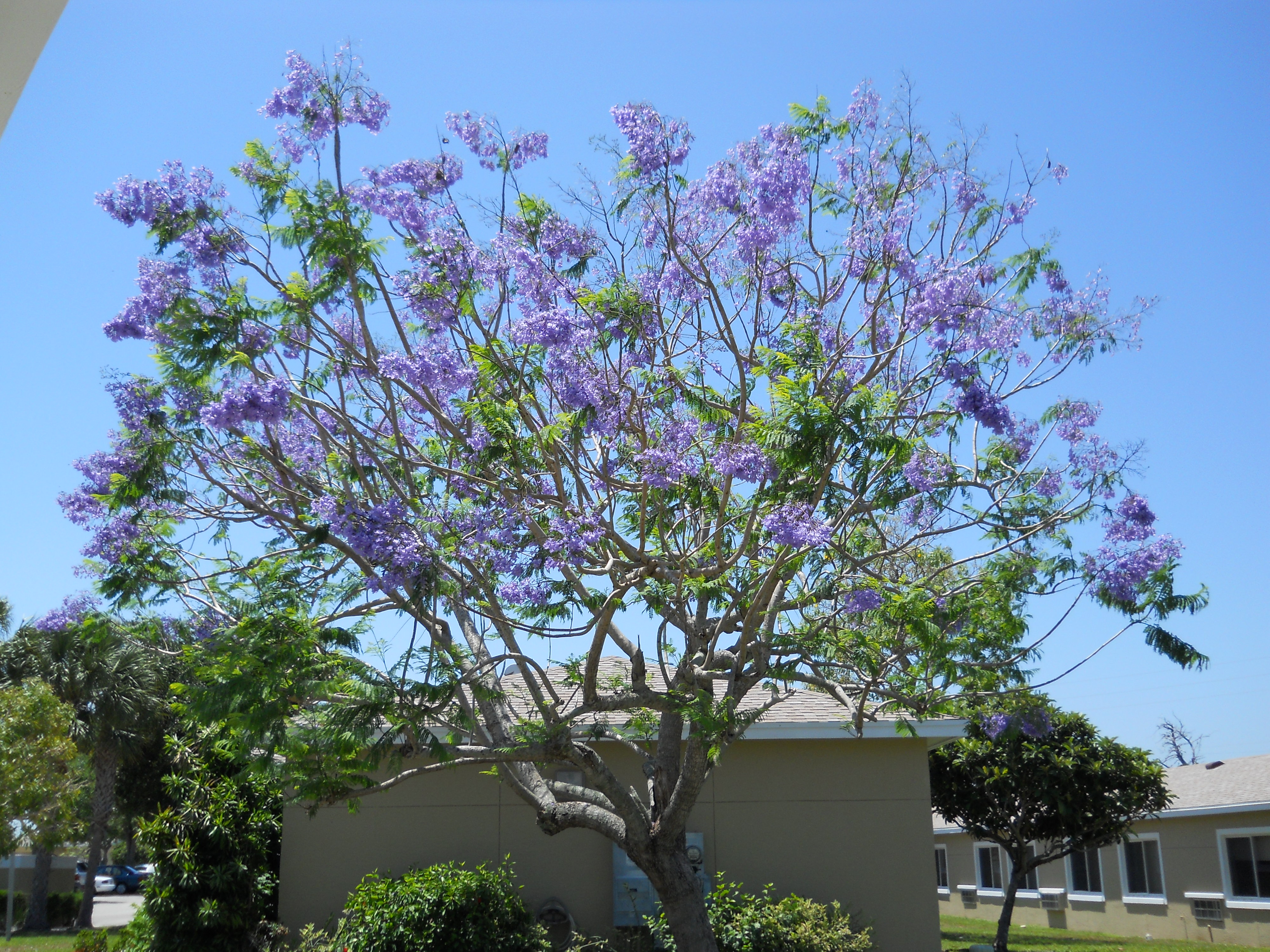